# Mauricio Aznar Müller
Mauricio Aznar Müller (Saragossa, 14 de juliol de 1964 - 2 d'octubre de 2000) va ser un poeta i músic espanyol, líder de les bandes Golden Zippers, Más Birras i Almagato. Algunes de les seves cançons, com a «Apuesta por el rock and roll», popularitzada per Héroes del Silencio, han passat a formar part del patrimoni cultural del rock fet a Aragó.

## Biografia
La seva trajectòria comença amb la fundació del grup Golden Zippers, en els anys 1980, d'estil rocker (amb grans tupès al James Dean) i música rockabilly. En 1983 grava un senzill amb el segell Cara 2, que contenia tres cançons.
En 1984 crea Más Birras, el grup amb el qual aconseguiria un sòlid prestigi després de ser llançat en Radio 3 per Jesús Ordovás el tema «Apuesta por el rock and roll», inclòs en el maxisingle Al este del Moncayo (1987), escrit per Gabriel Sopeña i popularitzat posteriorment per Héroes del Silencio, la qual cosa li ha convertit en un clàssic del rock d’Aragó. Posteriorment, Más Birras edita els elepés Otra ronda (1988), La última traición (1990) i Tierra quemada (1992).
Tanmateix, Mauricio Aznar va començar a interessar-se pel tango de l'Argentina i altres formes del seu folklore, que al costat del no massa reeixit últim disc de Más Birras, va portar a dissoldre el grup el 1993.
En els seus últims anys, i com a instigador del grup Almagato, juntament amb Jaime González, es va dedicar a difondre el folklore de Santiago del Estero i altres regions del nord-oest de l'Argentina, conreant gèneres com chacarera, zamba o vidala. Va entrar en contacte amb la família Carabajal i en col·laboració amb Carlos Carabajal va fer diversos concerts.
Abans de morir, va lliurar un llibre amb poemes manuscrits a Javier Barreiro; i va deixar compostes una vintena de cançons inèdites al costat del seu amic íntim i col·laborador des de la infància Gabriel Sopeña.
Com a homenatge, la ciutat de Saragossa va inaugurar un carrer amb el seu nom en el barri de Casablanca, on en 2004 se li va dedicar un bust.
La pel·lícula tribut a Mauricio, La estrella azul, va ser rodada entre 2020 i 2023. Dirigida per Javier Macipe, es va presentar al Festival de Cinema de Sant Sebastià el dia 25 de setembre de 2023, alçant-se amb el premi del Jurat jove i el premi de la Cooperació Espanyola.
En 2024 es va presentar el llibre Mauricio Aznar y Almagato. La historia de Jaime González i pròleg de Javier Macipe, que recull anècdotes, revelacions i fotografies inèdites.

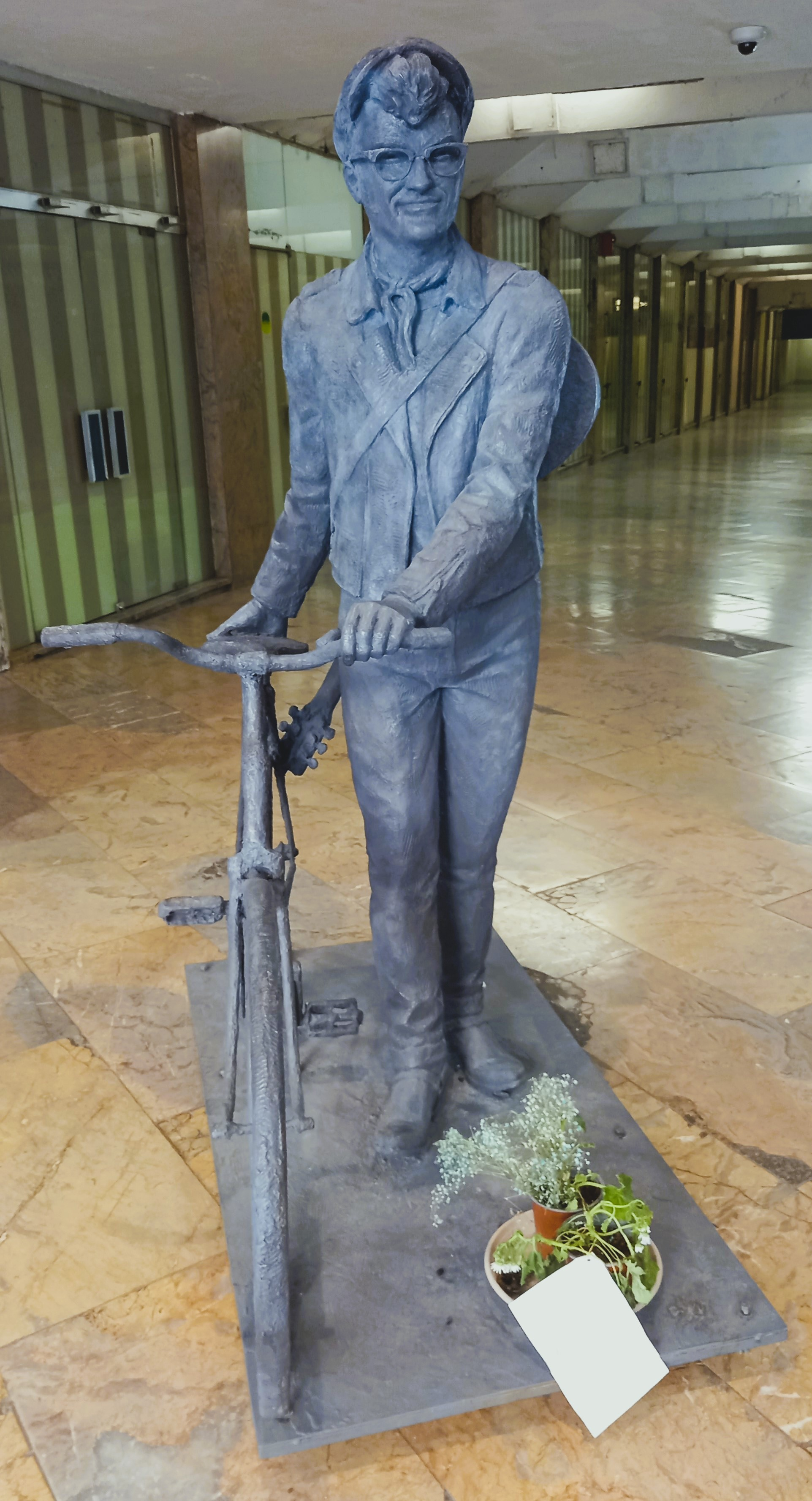

Mauricio Aznar va morir a Saragossa l'any 2000 per una sobredosi de droga, una setmana després de la defunció per suïcidi del seu germà gran, Pedro.